# The Tower of Druaga: The Recovery of Babylim
 (avril 2019).
Si vous disposez d'ouvrages ou d'articles de référence ou si vous connaissez des sites web de qualité traitant du thème abordé ici, merci de compléter l'article en donnant les références utiles à sa vérifiabilité et en les liant à la section « Notes et références ».
The Tower of Druaga: The Recovery of Babylim (en japonais ドルアーガの塔, Doruāga no Tō) est un jeu vidéo de type MMORPG en free to play développé par la société Gonzo Rosso et édité par Index Multimédia en 2010. Le jeu n'est actuellement plus disponible sur serveur français, la communauté française reste toutefois présente sur les serveurs japonais.
Suite du célèbre Tower of Druaga, jeu d’arcade  paru en 1984 et renommé pour son extrême difficulté, son univers a été également adapté dans une série animée The Tower of Druaga en 2008.

## Histoire
Le jeu prend place entre le premier jeu édité et la série.
Dans la Mésopotamie ancienne, Druaga le démon s’est libéré de la prison où il était contenu par la déesse Ishtar. L’armée sumérienne avait bâti une tour si haute qu’elle touchait les cieux ce qui permit au Démon de sortir de sa prison. Après avoir balayé l’armée de Sumer, Druaga s’empare d’un objet mythique, le blue crystal Rod et de la tour, terrifiant tous les humains aux alentours. Ishtar, voyant les humains dans la tourmente, confie à une jeune fille, Kai la mission de terrasser le démon. Capturé durant sa quête, son ami Gil (Gilgamesh) s’élancera à la conquête de la tour pour la libérer et terrassera Druaga.
L’histoire du jeu commence alors, la tour, détruite, réapparait et le héros Gil a disparu. Son intendant, Sargon prend le contrôle du pays et des dizaines d’aventuriers se lancent à l’assaut de la tour, on les appelle les grimpeurs…

## Déroulement du jeu
Le joueur doit d’abord s’inscrire et créer son personnage. Lancé dans un premier temps à Rajaf, il devra monter en niveau, soit en réalisant des quêtes ou en tuant des monstres. 
La spécificité se trouve dans la présence de la tour, élément central du jeu. Quand on rentre dedans, le niveau acquis baisse et il est impossible de l’explorer seul.  C’est ici que la coopération intervient et prend toute son importance.
25 territoires explorables sont actuellement disponibles (Rajaf, obélisque noir, Mine de Narak, Rive de l’Euphrate…) et il y en a 30 accessibles au Japon. La tour comprend pour l’instant 30 niveaux (60 au Japon). Chaque niveau comprend des énigmes qui, si vous les résolvez, vous donneront accès à des équipements de haut niveau.

## Classe et personnage
Au début du jeu, seulement quatre classes sont disponibles mais au niveau 40, il est possible de choisir une évolution entre deux puis au niveau 80, votre classe changera encore cette fois sous la forme d'une extension. Attention, le changement de classe du niveau 40 peut entraîner un changement radical de gameplay.
Guerrier : personnage défensif, c’est le tank par excellence. Il a toutefois le pouvoir de faire très mal à ses adversaires. Il est le plus important en première ligne face à l’ennemi. On peut choisir une spécialisation Gardien puis par la suite Chevalier ; une vitalité augmentée à fond offrira à ce porte bouclier une défense invulnérable pouvant supporter les assauts des monstres protégeant ses compagnons. Mais il sera aussi possible d'incarner un Berserker, futur Seigneur de Guerre à la puissance décuplée et aux armes aussi lourdes qu'elles écrasent l'ennemi au lieu de le trancher.
Éclaireur : rapide et efficace, c’est le personnage le plus agile du jeu. Il se spécialisera en Rôdeur puis Traqueur, un javelot à la main transperçant ses ennemis à distance ou en Voleur maniant deux lames à la perfection avant de devenir Assassin.
Druide : le guérisseur, celui qui sera aux côtés des aventuriers pour leur apporter du réconfort et du soutien avec sa magie. Le choix pour lui se fera entre Prêtre spécialiste en soin et en résurrection puis Archonte mais il sera aussi possible de choisir Chaman puis Oracle s'autorisant de prendre part au combat tout en aidant son équipe par ses buff.
Mage : le magicien du jeu, il est là pour lancer les sorts de combat les plus efficaces au cœur de la bataille. Il peut se spécialiser en Sorcier avant d’être Archimage, son point fort les sorts puissants infligeant beaucoup de dégâts ou bien Enchanteur puis Illusionniste soutien essentiel d'une équipe avec ses buffs précieux.

## Les skills par classe
| Icone                 | Niveau              | Cible               | Arme a 1 main       | Arme a 2 mains      | Effet               | Obtention           |
| Compétences actives   | Compétences actives | Compétences actives | Compétences actives | Compétences actives | Compétences actives | Compétences actives |
| --------------------- | ------------------- | ------------------- | ------------------- | ------------------- | ------------------- | ------------------- |
|                       | 1                   | Ennemi              | Oui                 | -                   |                     |                     |
|                       | 1                   | Ennemi              | Oui                 | Oui                 |                     |                     |
|                       | 5                   | Soi-même            | Oui                 | Oui                 |                     |                     |
|                       | 7                   | Ennemi              | Oui                 | Oui                 |                     |                     |
|                       | 10                  | Ennemi              | Oui                 | -                   |                     |                     |
|                       | 12                  | Ennemi              | -                   | Oui                 |                     |                     |
|                       | 15                  | Soi-même            | Oui                 | Oui                 |                     |                     |
|                       | 18                  | Soi-même            | Oui                 | Oui                 |                     |                     |
|                       | 21                  | Ennemi              | Oui                 | Oui                 |                     |                     |
|                       | 24                  | Ennemi              | Oui                 | -                   |                     |                     |
|                       | 27                  | Ennemi              | Oui                 | -                   |                     |                     |
|                       | 30                  | Soi-même            | Oui                 | Oui                 |                     |                     |
|                       | 33                  | Soi-même            | Oui                 | Oui                 |                     |                     |
|                       | 37                  | Ennemi              | Oui                 | Oui                 |                     |                     |
| Compétences passives  |                     |                     |                     |                     |                     |                     |
|                       | 1                   | Soi-même            | Oui                 | -                   |                     |                     |
| Compétences spéciales |                     |                     |                     |                     |                     |                     |
|                       | 1                   | Soi-même            | Oui                 | Oui                 |                     |                     |

## Artisanat
On peut effectuer différent métier dans le jeu, au nombre de six :
Forgeron (épées), Façonneur (bâtons, haches, marteaux), Armurier (Armures), Joailler (bijoux, accessoires, orbes), Tailleur (vêtements et robes) et Erudit (sceaux et potions). Se métier s'avère être indispensable pour changer de classe.

## Communauté
Le jeu se base sur le PVE (joueur en coopération contre environnement) et la mise en avant d’une communauté forte et soudée. De nombreux maître de jeu sont présents à travers le jeu. Des événements en jeux sont régulièrement organisés, principale force de ce jeu qui donne la part belle au role play et à l’interaction MJ/joueurs.

## Ennemis
De nombreux ennemis peuplent les terres autour de la tour, des centaines d'ennemis différents plus des boss dans la tour ou autre donjon.

## Serveur
Les serveurs du jeu francophone sont installés en France.